# Moostierchen

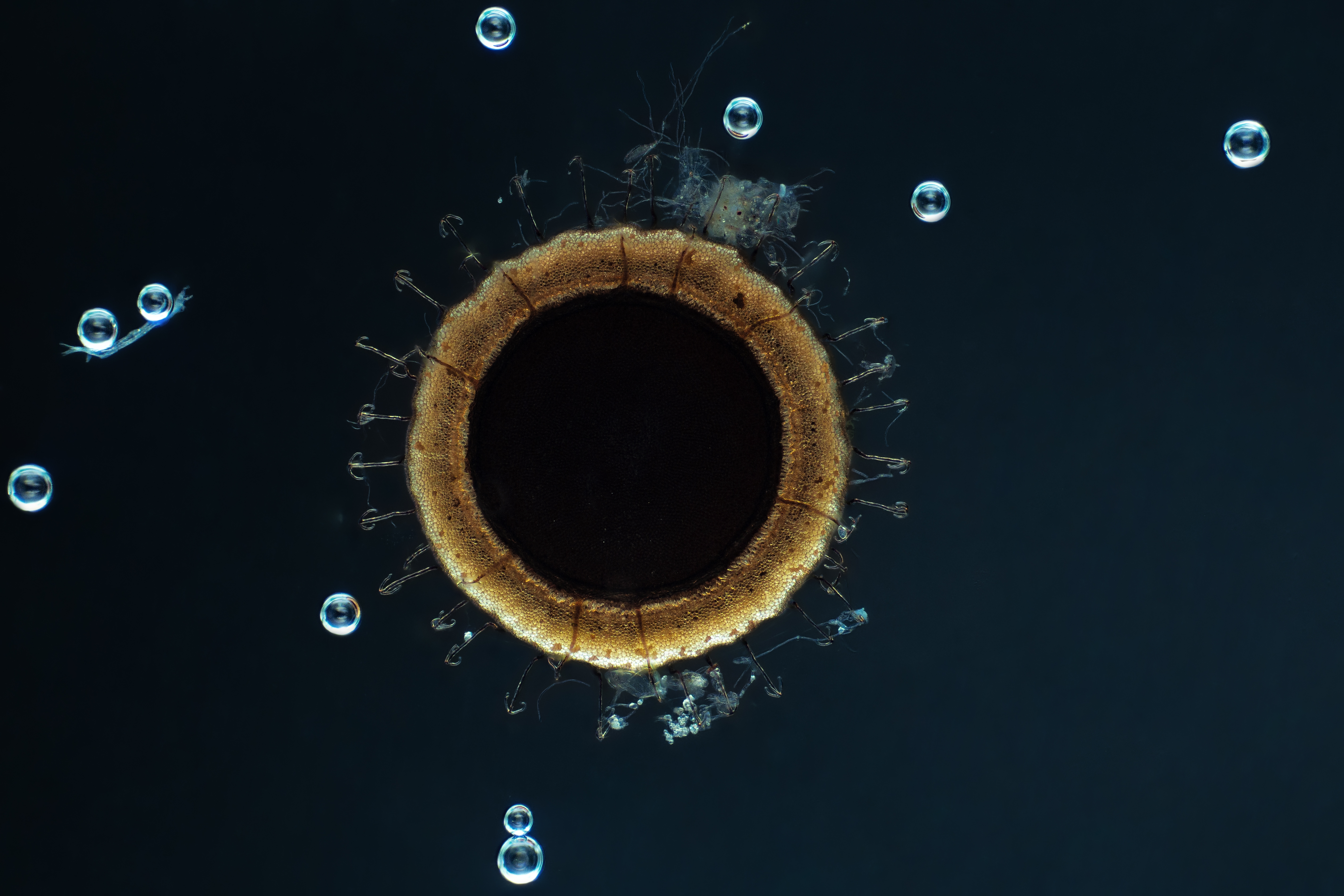
Ein Statoblast des Süßwasser-Bryozoons (Cristatella mucedo) unter dem Mikroskop

Moostierchen (Ectoprocta (Gr.: mit äußerem After)), auch Bryozoa oder Polyzoa genannt, sind vielzellige Tiere, die im Wasser leben. Aufgrund ihrer mikroskopischen Größe sind Einzeltiere schwer auszumachen, ausgedehntere Kolonien sind aber leicht als flächige Struktur, zum Beispiel auf angeschwemmtem Seetang, zu erkennen.
Moostierchen gehören zu den Lophotrochozoen, also einer Großgruppe der Urmünder (Protostomia). Ihr genaues Verwandtschaftsverhältnis zu anderen Lophotrochozoa-Stämmen ist zurzeit unklar. Weder die häufig vermutete Beziehung zu den Kelchwürmern (Entoprocta), noch zu den Hufeisenwürmern (Phoronida) und Armfüßern (Brachiopoda) konnte durch molekulargenetische Testmethoden bestätigt werden.
In älteren Lehrbüchern findet man sie aber oft mit den Phoronida und Brachiopoda zum Stamm der Tentaculata vereinigt.

## Bau

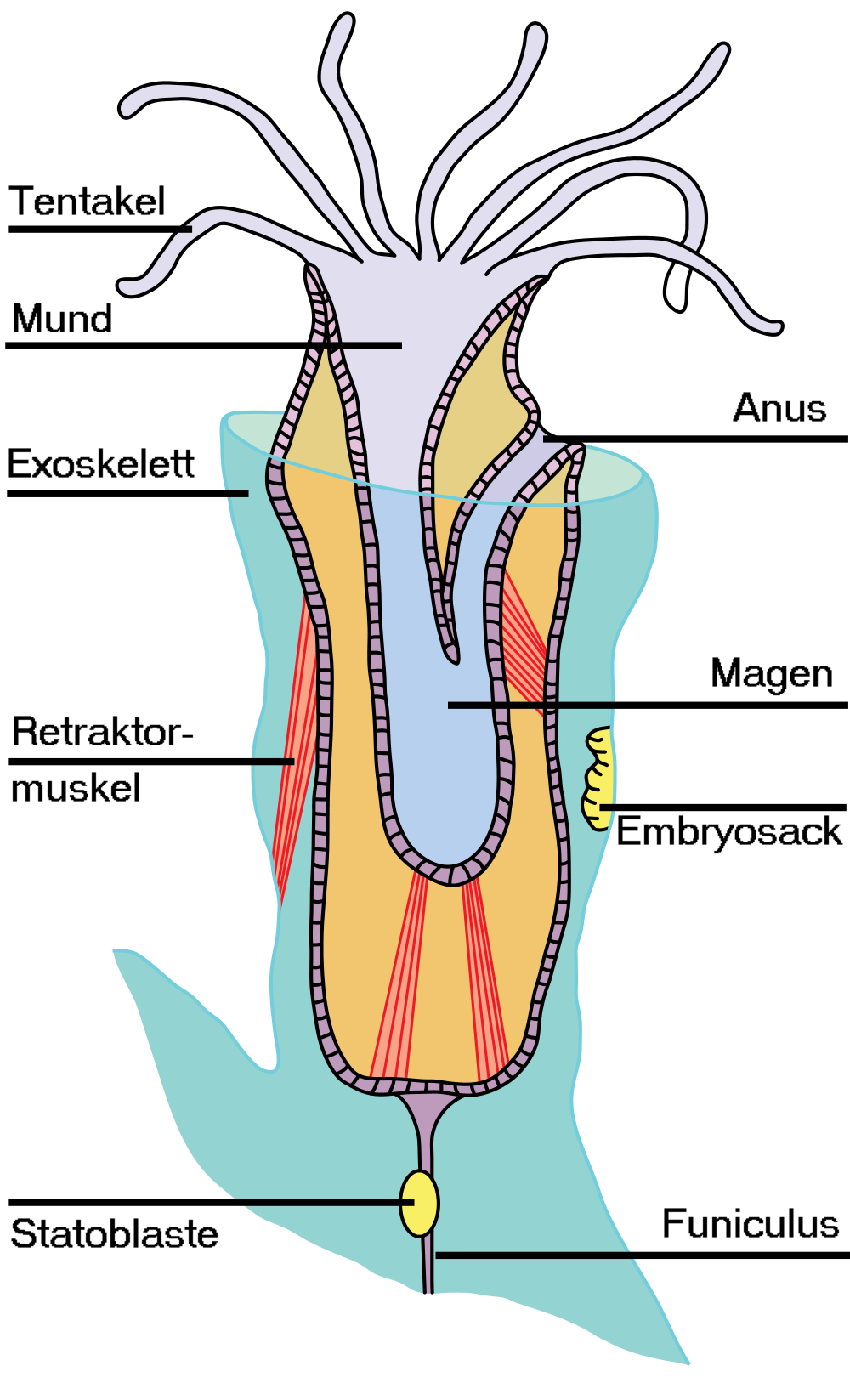
Anatomie eines Moostierchens

Moostierchen bilden meist Kolonien (Zoarium) aus mehreren Einzeltieren (Zooiden). Das einzelne Zooid besteht aus einem Weichkörper und einer schützenden Schale, dem es umgebenden, extrazooidalem, Skelett (Zooecium). Der Weichkörper besteht aus dem Polypid (= Vorderkörper; frei bewegliche Teile) und dem Cystid (= Hinterkörper; in den das Polypid mittels Rückziehmuskeln komplett eingezogen werden kann). Das Polypid wird aus dem Cystid gebildet. Das Verdauungssystem ist in Mund, Mitteldarm, Enddarm und After gegliedert. Der After ist dabei nicht endständig, sondern kommt durch den U-förmigen Darm in der Nähe des Mundes außerhalb des Tentakelkranzes (Lophophor) zu liegen. Den Mund umgeben Tentakel, die auf einem kreisförmigen oder zweiteiligen Lophophor sitzen. Die Darmkanäle der Einzeltiere stehen nicht wie bei den Nesseltierkolonien miteinander in Verbindung.
Innerhalb der Kolonien kommt es zu Arbeitsteilungen. Stark rückgebildete Tiere bilden Stielglieder, Ranken oder Wurzelfäden. Andere Einzeltiere bilden Geschlechtszellen, wieder andere werden zu Ammentieren oder zu vogelkopfähnlichen Avicularien oder Vibrakularien, die das Festsetzen von Fremdorganismen auf der Kolonie verhindern. Bei den spezialisierten Tieren der Kolonie sind sowohl die Tentakelkrone als auch meist der Darm zurückgebildet.

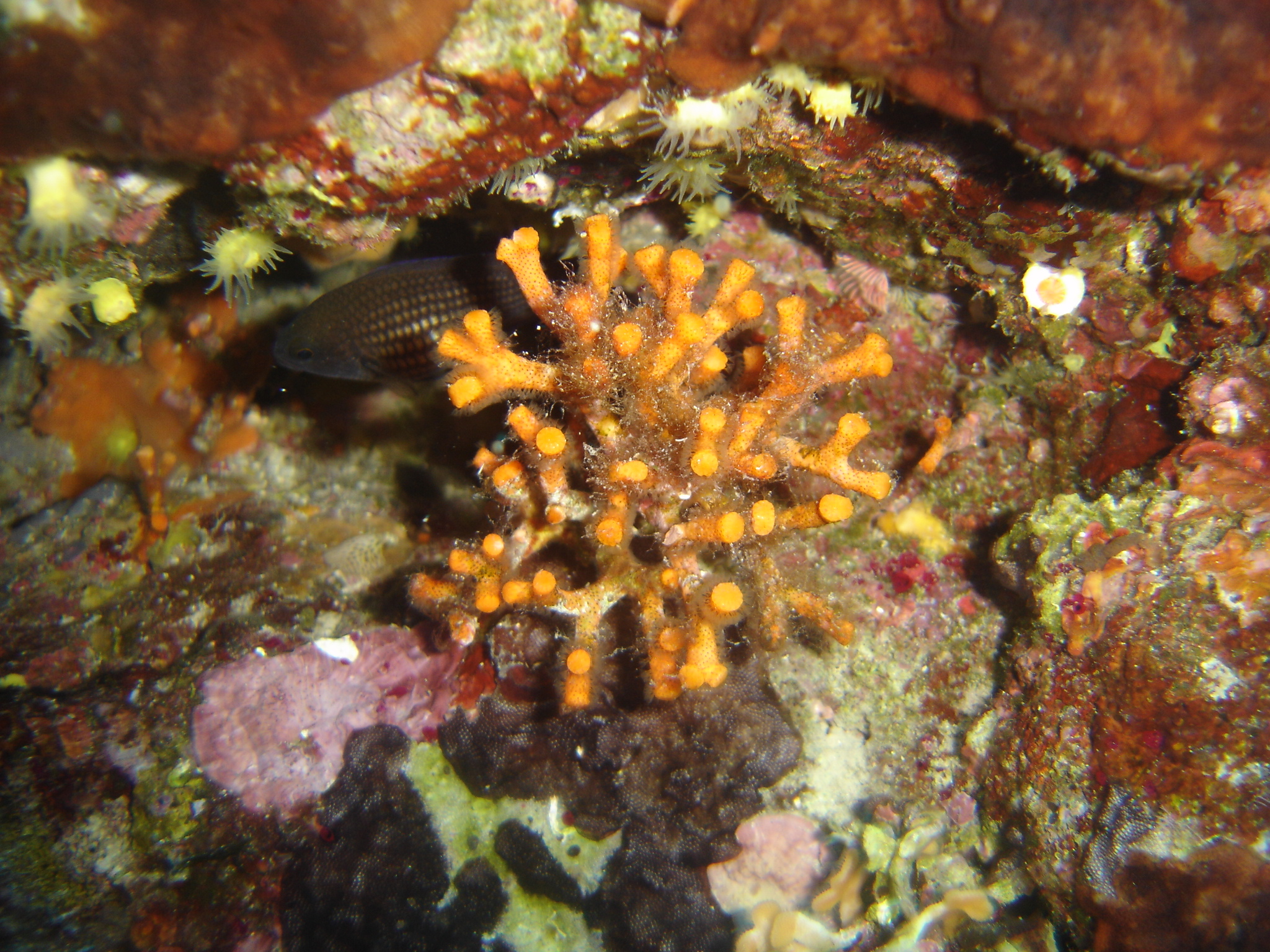
Trugkoralle (Myriapora truncata)
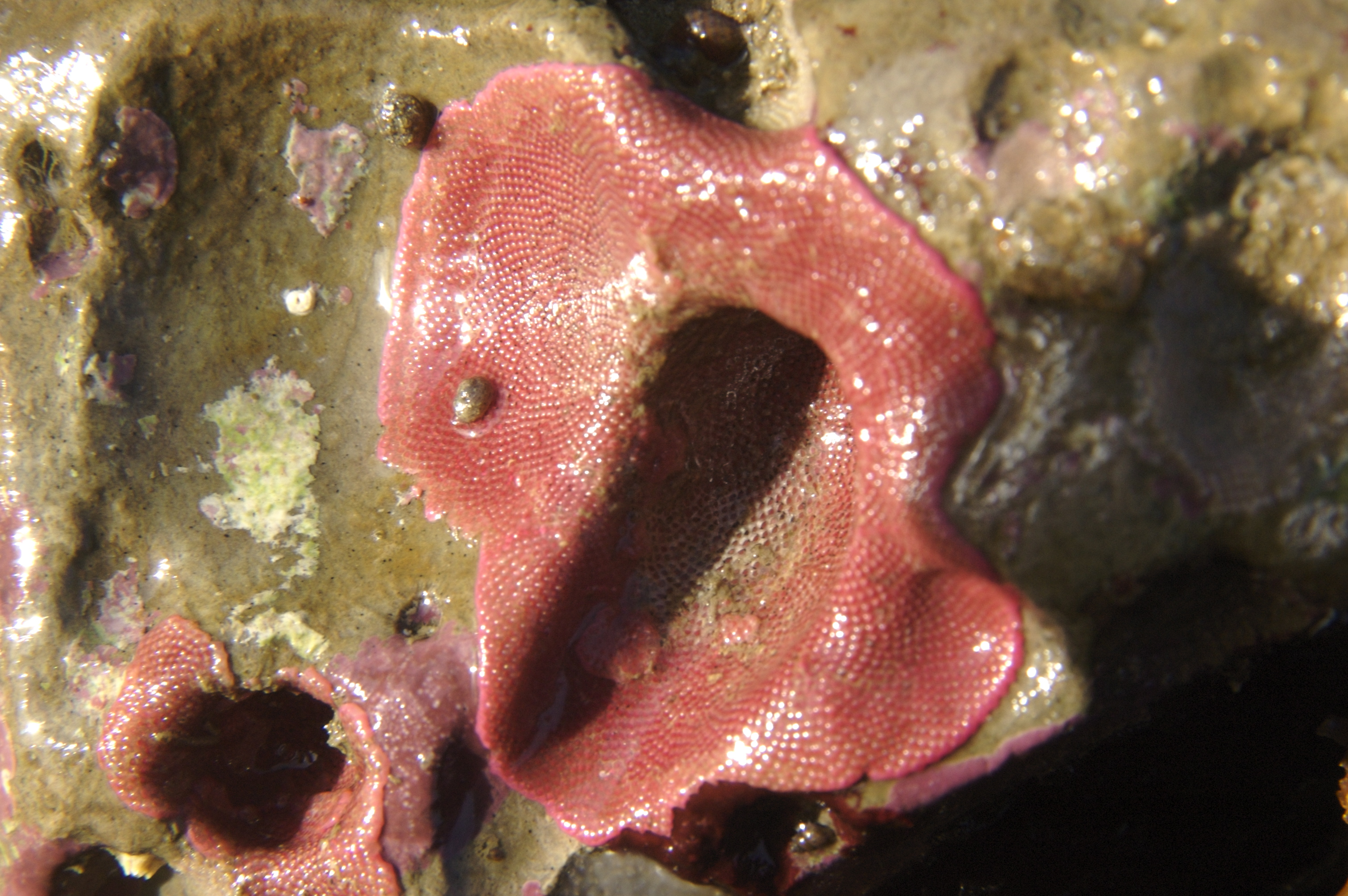
Eurystomella bilabiata
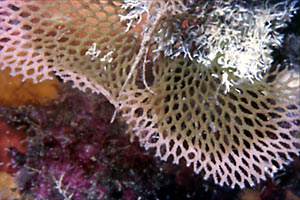
Reteporella grimaldii
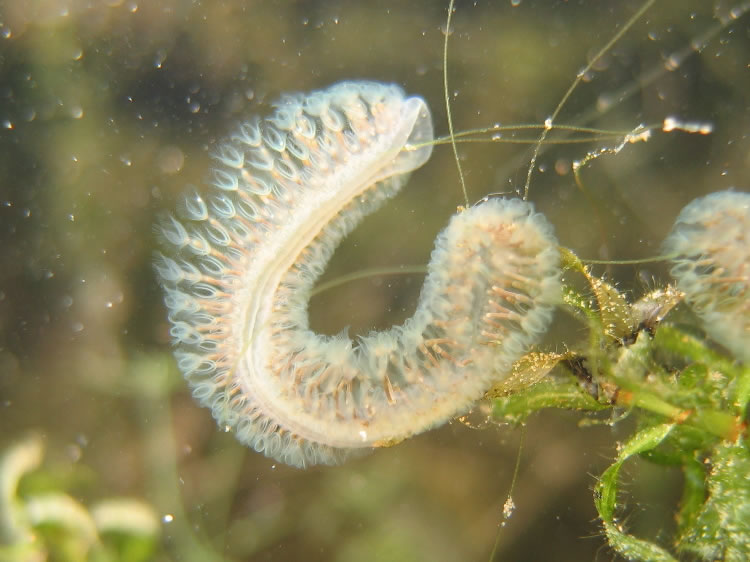
Kolonie von Cristatella mucedo (Süßwassermoostierchen)

## Fortpflanzung und Entwicklung

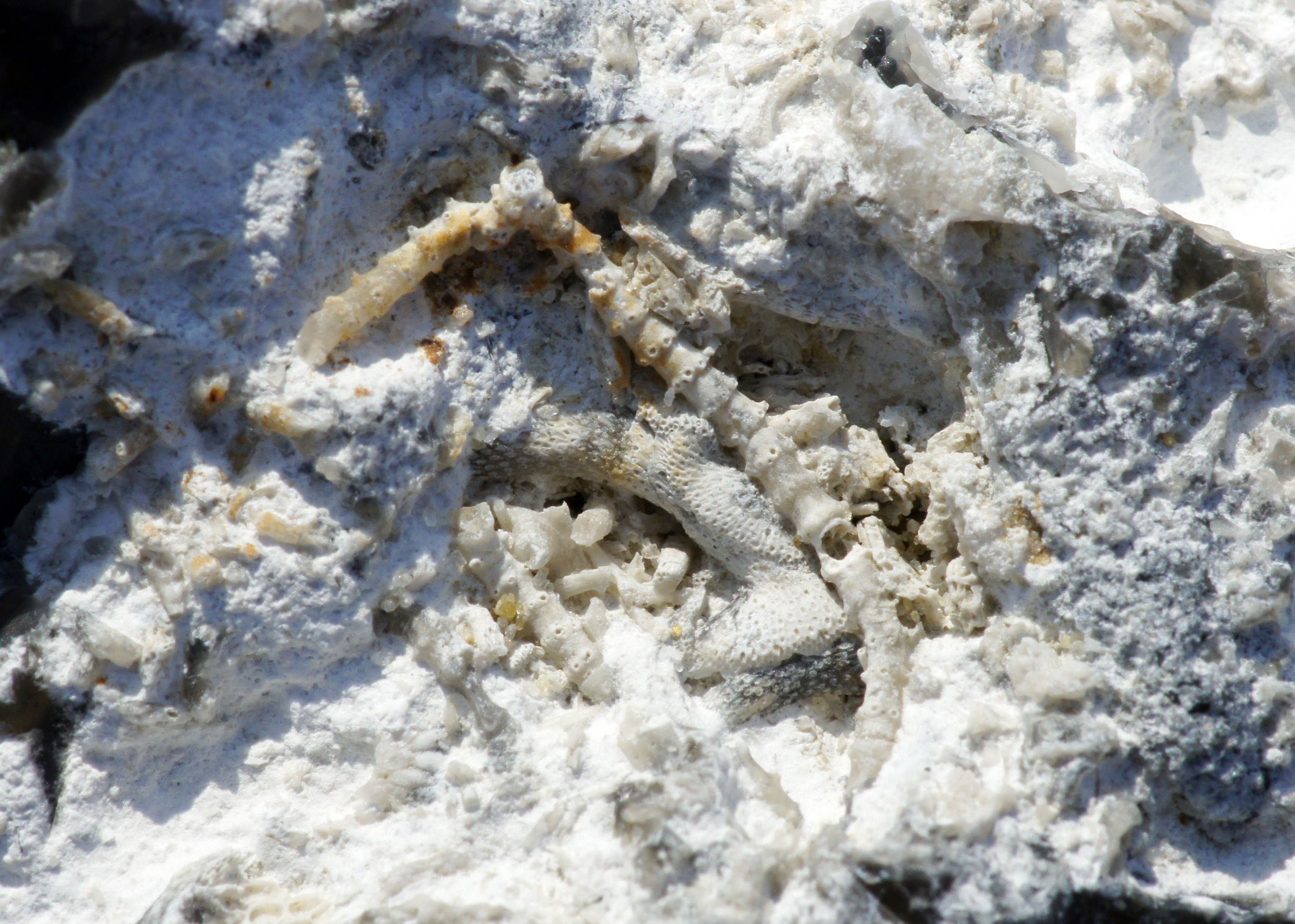
Fossile Moostierchen

Die Tiere können sich geschlechtlich oder ungeschlechtlich fortpflanzen.

### Geschlechtliche Fortpflanzung
Aus der geschlechtlichen Fortpflanzung gehen zwei verschiedene Typen von Larven hervor: Die als Cyphonaut bezeichnete planktotrophe Larve stellt die „primitive“ Form dar. Sie ernährt sich über Wochen oder sogar Monate hinweg im Plankton. Die lecitothrophe Larve setzt sich schon nach einigen Stunden mit der Ventralfläche fest. Durch Metamorphose entsteht Ancestrula, die ersten 1–6 Zooide einer neuen Kolonie. Darauf folgt dann die ungeschlechtliche Fortpflanzung, durch welche die Kolonie weiter wächst.

### Ungeschlechtliche Fortpflanzung
Die ungeschlechtliche Fortpflanzung geschieht durch Knospen, ähnlich wie bei einer Pflanze, die bei den Süßwasserarten als Statoblasten bezeichnet werden. Dadurch können große Kolonien entstehen. Die durch ungeschlechtliche Fortpflanzung entstandenen Zooide innerhalb einer Kolonie sind folglich Klone, genetisch identische Nachkommenschaft der Ursprungs-Larve.

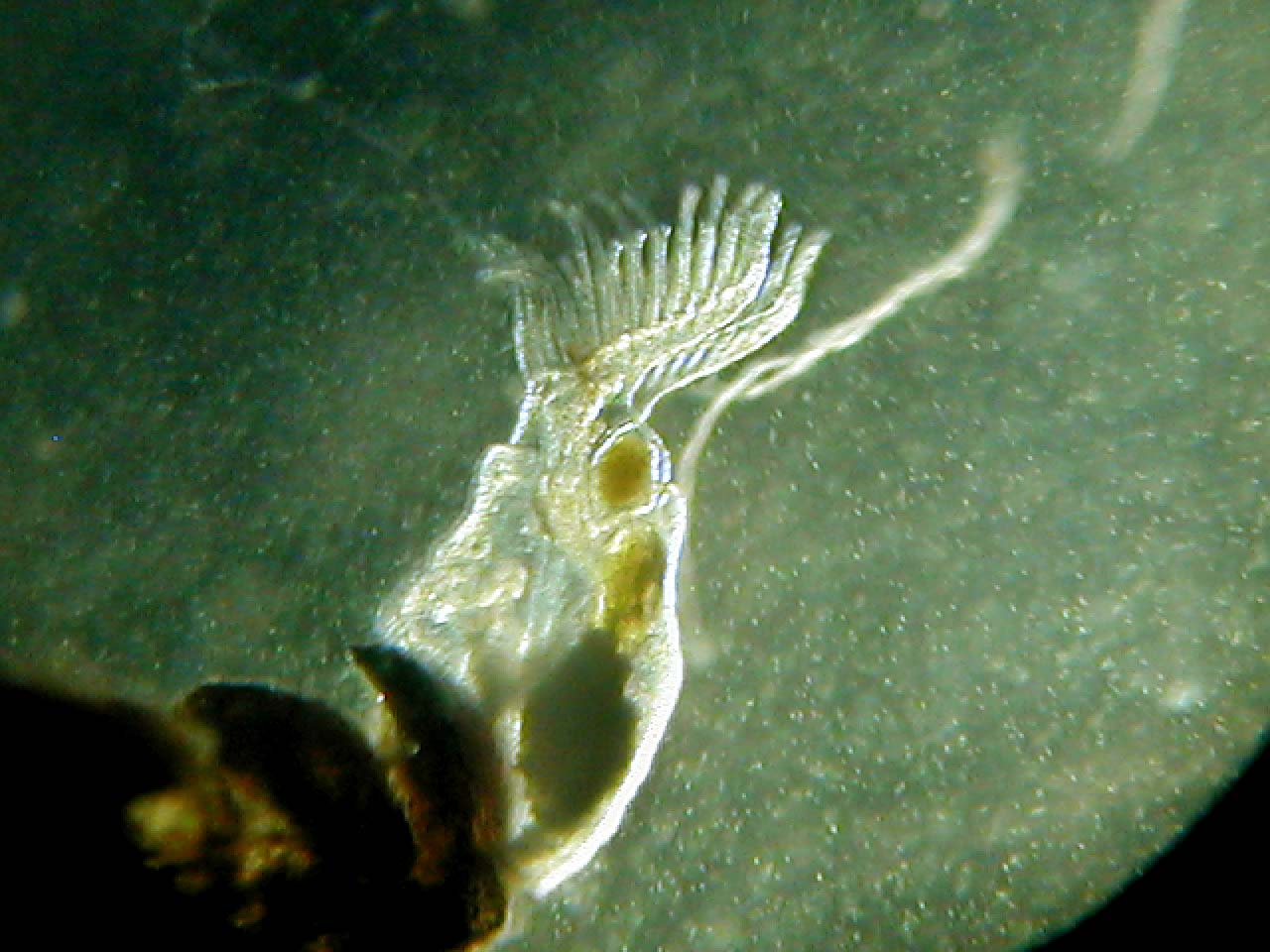
Süßwassermoostierchen

## Vorkommen
Es sind heute ca. 5.600 rezente und 16.000 fossile Arten von Moostierchen in Süß- und Salzwasser beschrieben. Die Klasse der Süßwassermoostierchen (Phylactolaemata) umfasst alle limnischen Arten.
In der Geologie haben sie aufgrund der weiten Verbreitung seit dem Ordovizium (Cyclostomata und Ctenostomata) eine hohe Bedeutung als Leitfossilien und für stratigraphische Bestimmungen.

## Wirtschaftliche Bedeutung
Über 125 Arten verursachen durch starkes Wachstum Schäden bzw. Unterhaltungskosten an Schiffen, Hafenanlagen und wasserwirtschaftlichen Anlagen (z. T. auch im Süßwasser).
Andererseits produzieren Bryozoen chemische Wirkstoffe, die hinsichtlich ihrer Wirkung Gegenstand medizinischer Forschung sind, darunter das mögliche Antikrebsmittel Bryostatin 1.